# Курман
Курма́н (крим. Qurman; до 1944 року — Курман-Кємєльчі́, у 1944—2023 роках — Красногвардійське) — селище (з 2023 року) в Україні, адміністративний центр Курманського району Автономної Республіки Крим.

## Назва
Курман з кримськотатарської «польовий стан», друга частина історичної назви «Кємєльчі» — це прізвище кримськотатарських мурз, що володіли цими землями за Кримського ханату.

## Загальні відомості

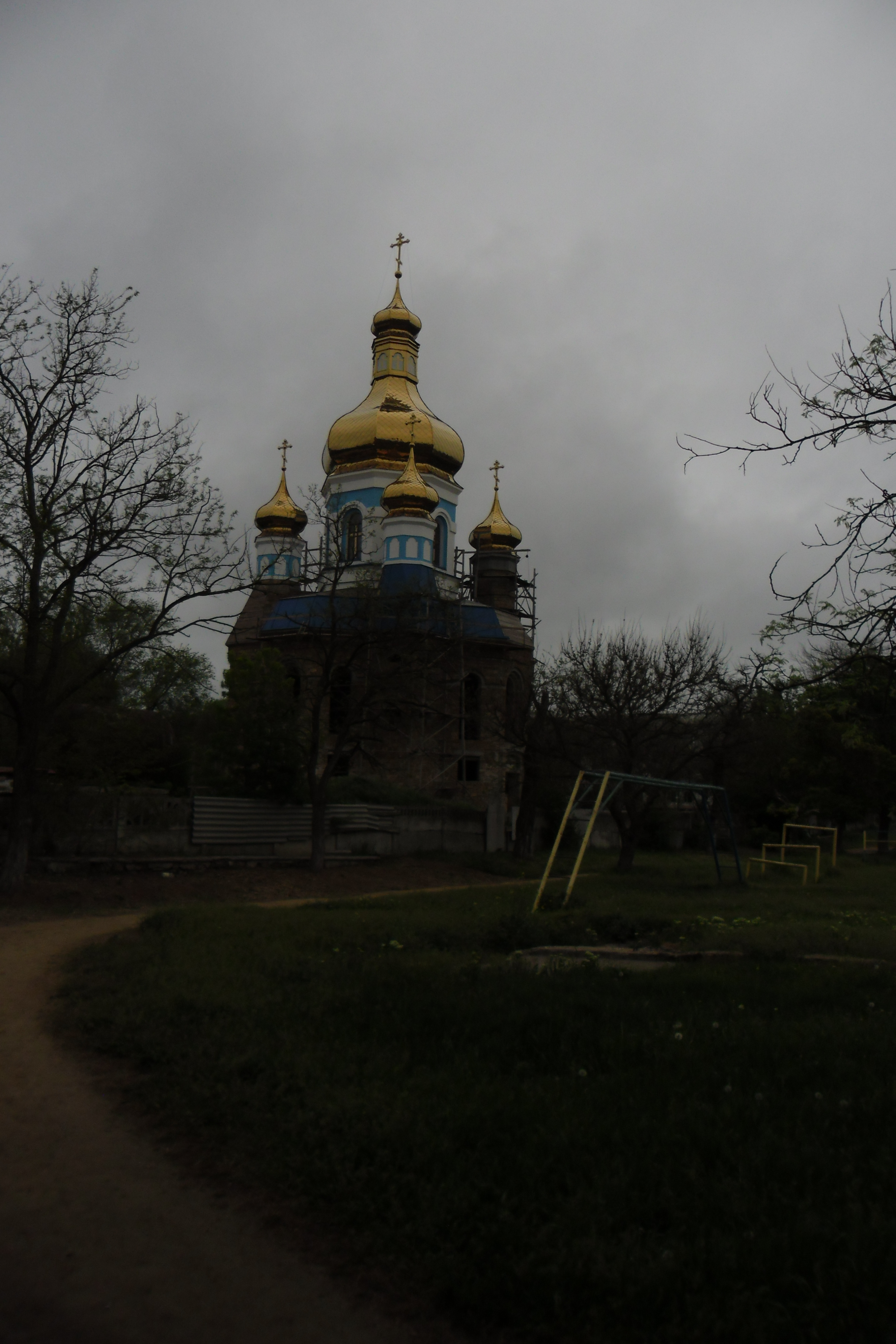
Курман. Храм поблизу автостанції

Курман. Школа

Розташоване в центральній частині степового Криму, за 66 км від Сімферополя. На території селища є залізнична станція Урожайна.
Через Курман проходить автодорога E105 Сімферополь—Харків. Є автостанція приміського сполучення.
Історична назва Курман-Кємєльчі, змінена у 1944 році після депортації кримських татар. Селище розташоване на магістральній залізниці Севастополь — Сімферополь — Мелітополь, що сполучає Крим з континентом.

## Динаміка чисельності населення
- 1805 рік — 48 осіб (усі кримські татари).
- 1926 рік — 811 осіб (617 росіян, 74 євреїв, 61 німець, 24 українця, 8 вірменів, 5 кримських татар, 5 греків).
- 1939 рік — 1754 осіб.
- 1989 рік — 11574 осіб.
- 2001 рік — 11168 осіб, з них: 77,77 % (8685 осіб) — росіяни, 11,88 % (1327 осіб) — кримські татари, 8,80 % (983 осіб) — українці, 0,31 % (35 осіб) — білоруси, 0,28 % (31 особа) — вірмени, 0,04 % (4 особи) — цигани, 0,01 % (1 особа) — німці, 0,01 % (1 особа) — болгари, 0,02 % (2 особа) — греки, 0,88 % (98 осіб) — інші національності[6]
- 2006 рік — 10700 осіб, з них: 58 % — росіяни, 24,9 % — українці, 16,6 % — кримські татари та інші.

## Історія
До анексії Кримського ханства Російською імперією містечко належало мурзам Кємєльчі.
У 1783 році у село за розпорядженням Перекопського справника прибула група чеських колоністів. Перші німецькі поселенці з'явилися у Курмані 1805 року. Це були переселенці з Північної Маравії, які отримали по 20 десятин на душу і почали будувати будинки.
У XIX столітті у Курмані оселилися естонці та значна кількість євреїв.
На початку 60-х років XIX століття село Курман-Кємєльчі входило до складу Перекопського району.
У 1874–1875 роках поряд з селом була проведена Лозово-севастопольська залізниця, збудована станція. Населений пункт став швидко розростатися.
У 1900 році тут було відкрите однокласне земське училище.
У 1918 році встановлена радянська влада.
У 1923 році Курман-Кємєльчі увійшов до складу Джанкойського району, а з 1930 — до складу Біюк-Онларського району.
З 1935 року селище стало центром новоствореного Тельманського району.
У 1941–1944 роках селище перебувало під німецькою окупацією.
27 грудня 1944 року селище було перейменовано на Красногвардійське.
У вересні 1957 стало селищем міського типу.
У 1999 році відкрили селищну мечеть Мекке Джамі на вулиці Героя Абдураманова. На її території функціонують школа хафізів – зберігачів Корану, а також інтенсивні курси вивчення священного письма для дівчат і жінок
У 2015 році селище внесено до переліку населених пунктів, які потрібно перейменувати згідно із законом «Про засудження комуністичного та націонал-соціалістичного (нацистського) тоталітарних режимів в Україні та заборону пропаганди їхньої символіки».
12 травня 2016 року постановою Верховної Ради України № 1352-VIII селище перейменоване на Курман відповідно до вимог закону «Про засудження комуністичного та націонал-соціалістичного (нацистського) тоталітарних режимів в Україні та заборону пропаганди їхньої символіки». Постанова набрала чинности у 2023 році.
У 2024 році, зі скасуванням в Україні смт, знову отримало статус селища.

## Економіка
Основні підприємства: ОАТП «Красноногвардійський маслобойний завод», завод продтоварів, ОАТП «Красногвардійська друкарня», Урожайненський комбінат хлібопродуктів, хлібокомбінат.

## Соціальна сфера
У селищі працюють дві загальноосвітні школи, професійно-технічне училище; 2 будинки культури, 2 бібліотеки, музична школа, центр дитячої та юнацької творчості, ДЮСШ; центральна районна лікарня, притулок. Є музей, два відділення банку; парк. Діють 3 релігійні громади.
У 1999 році збудована мечеть Мекке Джамі.